# 350 TCN
350 TCN là một năm trong lịch La Mã. 